# Parsa (dystrykt)

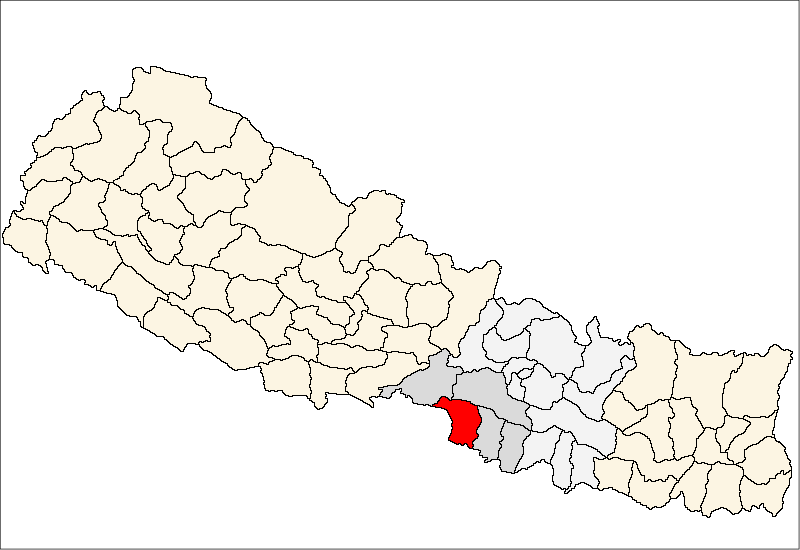
Dystrykt Parsa

Dystrykt Parsa (nep. पर्सा) – jeden z siedemdziesięciu pięciu dystryktów Nepalu. Leży w strefie Narajani. Dystrykt ten zajmuje powierzchnię 1353 km², w 2001 r. zamieszkiwało go 497 219 ludzi. Stolicą jest Birgandż.